# Добровольский, Денис
Денис Добровольский (груз. დენის დობროვოლსკი; 10 октября 1985, Тбилиси, Грузинская ССР, СССР) — грузинский футболист, полузащитник клуба «Чихура».

## Карьера
В высшей лиге Грузии выступает с сезона 2005/2006. Начинал карьеру в клубе «Амери» (Тбилиси). В 2009 году перешёл в команду «Олимпи» Рустави, в составе которого провёл 140 матчей в чемпионате страны, а также выступал за команду в еврокубках. Летом 2014 года подписал контракт с клубом «Чихура».

## Достижения
«Амери»
- Обладатель Кубка Грузии: 2005/2006, 2006/2007

«Металлург» Рустави
- Чемпион Грузии: 2009/2010
- Обладатель Суперкубка Грузии: 2010

«Чихура»
- Обладатель Кубка Грузии: 2017